# Vallée de l’Ernz
Vallée de l’Ernz, Commune de la vallée de l'Ernz (lb. Ärenzdallgemeng, niem. Ernztalgemeinde) − gmina (gemeng / commune / Gemeinde) w środkowym Luksemburgu, w kantonie Diekirch. Do 3 października 2015 gmina leżała w dystrykcie Diekirch. Siedziba administracyjna gminy znajduje się w miejscowości Medernach. Powstała 1 stycznia 2012 z połączenia gmin Ermsdorf i Medernach. Ustawa o jej utworzeniu została uchwalona 24 maja 2011.

## Podział administracyjny
Do gminy należą 22 miejscowości, w tym sześć (Uertschaft) oraz 16 lieu-dit:
1. Backesmühle (Backesmillen), lieu-dit
2. Brücherhaff (Bricherhaff), lieu-dit
3. Brücherheck (Bricherheck), lieu-dit
4. Eppeldorf (Eppelduerf)
5. Ermsdorf (Iermsdref)
6. Folkendange (Folkendeng / Folkendingen)
7. Gilcher, lieu-dit
8. Grevenhaff (Gréiwenhaff / Grewenhaff), lieu-dit
9. Hessenmühle (Hessemillen), lieu-dit
10. Hossenberg (Hoossebierg), lieu-dit
11. Keiwelbach (Keiwelbaach)
12. Kitzebur, lieu-dit
13. Marxberg (Maarksbierg), lieu-dit
14. Medernach (Miedernach)
15. Moderhaff, lieu-dit
16. Neumühle (Neimillen), lieu-dit
17. Ostert (Ousterbuer), lieu-dit
18. Pletschette, lieu-dit
19. Reisermillen, lieu-dit
20. Savelborn (Suewelbuer), lieu-dit
21. Spierberich, lieu-dit
22. Stegen (Steeën)